# 金子正洋
金子 正洋（かねこ まさひろ）は、日本の段ボールアーティスト、彫刻家、ドラマー。
美術展示団体橙香展の起草メンバーの一人で、現在は美術研究団体金葉真会常任理事。

## 芸術
代表作に「カメ」「ダチョウ」「もどかしい」などがある。
また舞台芸術も手掛け、TTマンとして活動。名前を呼ばれる前に登場するなどコメディの要素とともに、スポーツチャンバラの経験を生かしたアクションを持ち味とする。正義の味方としては珍しく、悪役との勝敗がつかず仲裁されたり、救助要請者を攻撃したりと型にとらわれないストーリーが話題に。
ダンスなどの身体表現も行っている。マイケル・ジャクソンに影響を受けており、ムーンウォークを得意とする他、インド映画に強い影響を受けていた時期がある。

## 略歴
2021年、段ボールアート「もどかしい」を発表。
2022年、ユーチューバーとして活動を始める。
2024年、ゾウガメをモチーフにした段ボールアート「カメ」を発表。

## 人物
- けん玉が得意。熱中して自宅の窓ガラスを割ったことがある。
- 記憶力が良く、バンコクの正式名称やピカソのフルネームを暗記している。